# كانتون الهرسك-نيريتفا
كانتون الهرسك-نيريتفا (بالبوسنوية: Hercegovačko-neretvanski kanton)‏ هي واحدة من 10 كانتونات في اتحاد البوسنة والهرسك في البوسنة والهرسك يقع كانتون الهرسك-نيريتفا في جنوب غرب البلاد، وتبلغ مساحتها 4,401.0 كم مربع.

## البلديات
يتم تقسيم كانتون في بلديات كابلخينا سيتلوك، يابلانتشا، كونيتش، وموستار، ونيوم، بروزور-راما، رافنو واستولاك